# Virginie Dessalle
Virginie Dessalle, née le 3 juillet 1981 à Bourgoin-Jallieu, est une footballeuse française évoluant au poste de milieu de terrain.

## Carrière

### Carrière en club
Virginie Dessalle joue de 1993 à 2003 au Football Club de Lyon, avant de partir au Toulouse FC. Elle rejoint l'Olympique lyonnais en août 2004, avant de retourner dès octobre au Toulouse FC, où elle termine sa carrière en 2012,.

### Carrière en sélection
Virginie Dessalle compte trois sélections en équipe de France féminine entre 2002 et 2003.
Elle joue son premier match en équipe nationale le 14 août 2002, en amical contre la Suisse (défaite 1-2). Elle participe à la Coupe du monde 2003 organisée aux États-Unis. Lors du mondial, elle joue un match contre la Corée du Sud.

## Palmarès
Avec l'Olympique lyonnais, Virginie Dessalle remporte le challenge de France féminin 2002-2003 après en avoir été finaliste en 2001-2002.
Elle remporte avec le Toulouse FC le championnat de France féminin D2 2011-2012.